# 陈锦俶
陈锦俶（1934年—），女，北京人，中国电影摄影师、导演，一级摄影师，曾任中国儿童电影制片厂厂长，中国儿童少年电影学会会长，中国电影家协会理事。